# 余熙
熙（1919年—1951年6月29日），福建省福州市人，中國共產黨員，福建省立農學院畢業，戰後來台參與中共中央社會部台灣工作站活動，受牽連判處死刑，1951年6月29日槍決於台北水源路刑場。

## 生平
余熙，1919年生於福建省福州市，福建省立農學院畢業，曾任福建省南平縣電話總局會計。抗戰時參加中共地下黨，參與京津解放。戰後赴台，先後擔任台灣省長官公署農林處技士、日產處理委員會專員、農林推廣委員會專員兼股長。
1948年中共中央社會部部長李克農先後派遣朱芳春(化名非)、蕭明華及周一栗等多名特工赴台發展組織。由非領導，並由蘇藝林負責軍事情蒐，非透過關係進入國語日報社任副總編輯，非在國語日報社與馬學樅銜接工作後，於1949年3月至6月間在臺灣省政府社會處主辦之社會科學研究會附設「實用心理學補習班」講課，吸收學員陳平、余熙、鄭臣嚴、王隆煜、李學驊、孫清河等人陸續加入「新民主主義青年團中央黨部」，陳平、安學林與余熙同一小組。
1949年8月于非返回中國，李克農即指示不可再組織讀書會，會很容易被破獲，要求他們化整為零，並改為單線聯絡，並且以蒐集情報與策反為工作重點，1949年10月于非回台後，將組織名稱改為中共中央社會部台灣工作站 。
經過一年多的情蒐，1950年3月22日非帶著包含「海南島作戰計畫書」、「臺灣省作戰計畫書」等多達二十幾種相關軍事情報之相片膠卷，從基隆搭船往香港返回上海。同年5月海南島全島遭到中共解放。
1950年2月蕭明華因非在大陸身分遭偵破在住處被逮捕，余熙將讀書會所閱讀之書刊藏於新店文山中學的地穴被保密局跟蹤搜得，5月9日余熙遭到逮捕後、組織相關人等陸續遭到逮捕，1951年7月全案偵查進入後續收網階段，調查局在香港新聞天地週刊刊登整刊的特稿，以李克農照片為封面，標題中共社會部首領李克農的潛台組織已被一網打盡。
余熙與同案蘇藝林、陳平、田子彬、安學林、張慶、嚴明森、孫玉林、劉維、白靜寅、徐毅、周一粟、葛仲卿、譚興坦、林振成、簡桂生、馬學樅、李學驊共18人被判處死刑，1951年6月29日槍決於水源路刑場。

## 紀念
2013年10月 北京西山國家森林公園的無名英雄廣場上立有無名英雄紀念碑，為紀念來台灣在1950年代被處決「隱避戰線烈士」而設立，余熙銘刻於紀念碑上，為中共國家安全部追認之中華人民共和國烈士。
余熙參與解放台灣壯烈犧牲，經京津共產黨組織確認身分，2014年12月被中共國家安全部追認為中華人民共和國烈士，2017年骨灰從臺灣運回家鄉安葬。中華人民共和國民政部授予黑匾“余門英烈”懸于梧溪余氏宗祠。